# Catoblepia amphirhoe
Espèce
Catoblepia amphirhoe est une espèce de lépidoptères (papillons) de la famille des Nymphalidae, de la sous-famille des Morphinae et du genre Catoblepia.

## Dénomination
Catoblepia amphirhoe a été décrit par Jakob Hübner en 1825 sous le nom initial de Brassicolis amphirhoe.
Synonyme : Opsiphanes amphirhoe ; Godman & Salvin [1881].

### Nom vernaculaire
Catoblepia amphirhoe se nomme Amphirhoe Owlet en anglais.

## Description
Catoblepia amphirhoe est un papillon aux ailes antérieures à bord externe concave. Le dessus des ailes est de couleur marron avec aux ailes antérieures une bande orange à bords festonnés, qui va du tiers du bord costal à l'angle externe. Les ailes postérieures sont marron foncé.
Le revers est marbré de rose cuivré et de beige nacré avec un ocelle noir à l'apex des ailes antérieures et deux très gros ocelles aux ailes postérieures, l'un beige nacré, l'autre rose cuivré.

## Biologie

### Plantes hôtes
La plante hôte de sa chenille est Arecastrum romanzoffianum.

## Écologie et distribution
Catoblepia amphirhoe est présent au Brésil,.

### Protection
Pas de statut de protection particulier.